# Oldenico
Oldenico (Aunì o Audnì in piemontese) è un comune italiano di 235 abitanti della provincia di Vercelli in Piemonte. Una parte del comune è compresa nel Parco naturale delle Lame del Sesia.

## Storia

### Simboli
Lo stemma e il gonfalone sono stati concessi con decreto del presidente della Repubblica del 2 settembre 1960.
Il gonfalone è un drappo partito di bianco e di azzurro.

## Società

### Evoluzione demografica
Abitanti censiti

## Infrastrutture e trasporti
Tra il 1879 e il 1933 Oldenico fu servito dalla tranvia Vercelli-Aranco.